# Suiten-gū (Tokyo)

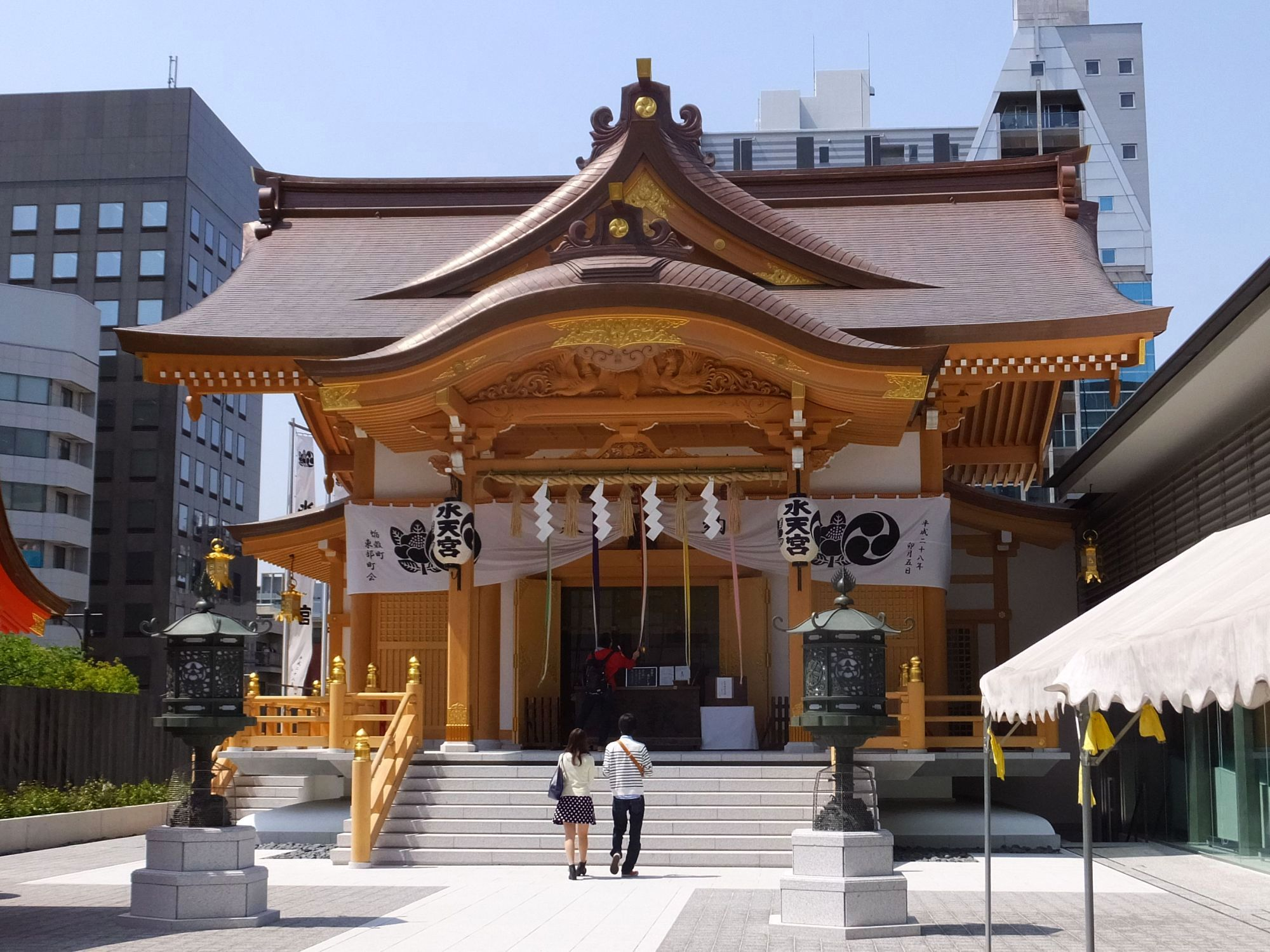
Le haiden de Suiten-gū.

Le Suiten-gū (水天宮) est un sanctuaire shinto situé à Chūō-ku (Tokyo) au Japon. 
Il est consacré à la conception et à l'accouchement sans danger. Officiellement, les dieux adorés dans ce sanctuaire sont le bébé empereur Antoku-tennō et Amenominakanushi no kami, le dieu primordial du Kojiki. Nonobstant, la croyance populaire veut que seul Mizu-ha-no-me no kami (une déesse de l'onde) soit la seule et unique résidente des lieux.
En 1818, le 9e daimyo du domaine de Kurume établit le Suiten-gū à Edo en tant que branche d'un sanctuaire homonyme à Kurume. Il est situé dans l'enceinte de la résidence du domaine, dans le quartier de Mita qui est maintenant Minato-ku (Tokyo), et le domaine l'ouvre au public tous les 5 de chaque mois. En 1871, la famille Arima quitte Mita pour Akasaka, emportant avec elle le sanctuaire qu'elle déménage l'année suivante à son actuel emplacement sur un site qui lui servait de résidence.
Il existe environ vingt-cinq autres sanctuaires du même nom au Japon.
La station de métro Suitengumae est proche du sanctuaire dont elle emprunte le nom.